# Khopesh
De khopesh is een wapen dat ontstaan is in het 3e millennium voor Christus in Soemerië. De khopesh is waarschijnlijk voorgekomen uit de strijdbijl.
Een doorsnee khopesh heeft een gevest van ongeveer 18 centimeter, waarna de kling na 40 centimeter afbuigt in een sikkelvorm, alleen zit het snijvlak niet aan de binnenkant als bij een sikkel, maar aan de buitenkant. De khopesh werd van brons gemaakt, in het Nieuwe Rijk werden ook khopesh van ijzer geproduceerd.